# FC Triesenberg
Maillots
Le FC Triesenberg est un club de football liechtensteinois basé à Triesenberg. Il est le plus jeune des sept clubs du pays puisqu'il n'a été fondé qu'en 1972. Le club est, avec le FC Ruggell, la seule équipe de la Principauté n'ayant jamais gagné la Coupe du Liechtenstein, et n'a atteint pour la première fois la finale de l'épreuve qu'en 2015. 

Comme toutes les équipes du Liechtenstein, en l'absence de championnat national, le FC Triesenberg évolue au sein du championnat suisse, en 7e division, la 3e ligue. Par ailleurs, la réserve du club, le FC Triesenberg ll, participe au championnat de 9e division, soit la 5e ligue.

## Historique
- 1972 : Fondation du club sous le nom de FC Triesenberg
- 2015 : Finaliste de la Coupe du Liechtenstein (défaite 5-0 contre le FC Vaduz)
- 2024 : Finaliste de la Coupe du Liechtenstein (défaite 5-0 contre le FC Vaduz)